# Suniefred
Suniefred o Sunifred fou rei visigot del Regne de Toledo del 692 al 693.
La insistència del rei Ègica en castigar a la família del rei Ervigi, va provocar l'hostilitat del clero encapçalat per Sisbert. Segurament cap al 692, Sisbert, i diversos nobles liderats per Sunifred, van tramar un complot per enderrocar al rei. Els conjurats pretenien assassinar al rei i a una sèrie de nobles de palau (Frogellis, Teodomir, Liuvila, Tecla i altres). Segurament Ègica va aconseguir sortir indemne de l'intent d'assassinat, i va poder traslladar-se molt aviat a algun altre lloc (segurament a Cesaraugusta). Els rebels van col·locar en el tron a Suniefred, que segurament va ser coronat per Sisebert vers la segona meitat de l'any 692. Es coneix una moneda d'aquestes dates que porta el nom de Suniefred.
Però el rei va reunir les seves tropes, va tornar a la capital, i la va prendre (primavera del 693). Es desconeix la sort de Suniefred, però si es coneix la del metropolità toledà, car a ell es va al·ludir en el XVI Concili de Toledo essent condemnat a la deposició i confiscació de béns.